# Les Aulneaux
Les Aulneaux település Franciaországban, Sarthe megyében. Lakosainak száma 107 fő (2022. január 1.). Les Aulneaux Blèves, Barville, Pervenchères, Contilly és Louzes községekkel határos.

## Népesség
A település népességének változása:
| Lakosok száma | 114  | 118  | 120  | 117  | 116  | 114  | 112  | 110  | 107  |
|               | 2013 | 2015 | 2016 | 2017 | 2018 | 2019 | 2020 | 2021 | 2022 |